# Hans Grimm
Hans Grimm (n. 22 martie 1875, Wiesbaden, Imperiul German – d. 27 septembrie 1959, Lippoldsberg⁠(d), Republica Federală Germania, Germania) a fost un scriitor german. Titlul romanului Volk ohne Raum („Popor fără spațiu”), publicat în 1926, a devenit un slogan politic al conceptului expansionist nazist Lebensraum. 

## Primii ani
Hans Grimm s-a născut în orașul Wiesbaden din provincia prusacă Hessen-Nassau, ca fiu al lui Julius Grimm (1821-1911), un profesor de drept care s-a pensionat mai devreme și și-a dedicat timpul realizării unor studii literare și istorice și desfășurării unei activități politice ca membru fondator al Partidului Național Liberal, pe care l-a reprezentat în parlamentul prusac Abgeordnetenhaus, și, de asemenea, ca membru fondator al Societății Coloniale Germane. Mama lui, Marie Grimm (1849-1911), era fiica producătorului austriac de vin spumant Robert Schlumberger, înnobilat von Goldeck în 1878.
Timid și retras încă din copilărie, Hans Grimm a arătat un interes și aptitudini pentru scris și în 1894 a început să studieze limba și literatura franceză la Universitatea din Lausanne. La presiunea tatălui său, el a părăsit totuși universitatea în 1895 și a intrat în afaceri, lucrând pentru o companie germană în Marea Britanie (la Nottingham și Londra) și apoi în Colonia Capului stăpânită de britanici (la Port Elizabeth și East London), unde a închiriat, de asemenea, o mică fermă.

## Activitatea publicistică
Deși șederea lui Grimm în Africa de Sud a durat doar paisprezece ani, din 1897 până în 1911, a avut un efect profund asupra lui: , cu câteva excepții minore, întreaga sa operă literară  — mai multe colecții de povestiri scurte și romane — are acțiunea stabilită în Africa de Sud. Romanul său cel mai celebru este Volk ohne Raum (1926). Titlul programatic „Popor fără spațiu” indică convingerea lui Grimm că problemele Germaniei, exacerbate de înfrângerea în Primul Război Mondial, au fost cauzate de lipsa unui spațiu vital care să permită dezvoltarea indivizilor și a națiunii la un potențial maxim. Romanul l-a consacrat ca unul dintre scriitorii de top ai Germaniei și a demonstrat în mod clar simpatiile sale politice față de organizațiile de extremă dreaptă din cadrul Republicii de la Weimar, iar titlul a devenit un slogan popular al mișcării național-socialiste. Succesul comercial al acestei cărți – vânzările unei singure ediții s-au ridicat la 500.000 de exemplare în 1943 - arată în mod clar că el a reușit să găsească sensibilitatea cititorilor germani în anii 1920 și 1930.
Dintr-un punct de vedere strict literar — și lăsând deoparte prejudecățile ideologice — scrierile cel mai ușor de citit ale lui Grimm sunt, cu toate acestea, nuvelele și povestirile sale, în care disciplina impusă de spațiul restrâns îl obligă să renunțe la prolixitatea discursivă din Volk ohne Raum (1344 pagini într-o ediție într-un singur volum).

## Nazismul
Grimm a fost un susținător al naziștilor, crezând că numai ei ar putea restabili demnitatea națională germană și stabilitatea economică și politică a țării, dar relația sa cu partidul — din care el nu a făcut niciodată parte în mod oficial — a devenit din ce în ce mai tensionată ca urmare a faptului că a dezavuat metodele ilegale folosite de naziști.
Într-o adresă centenară (Der verkannte Hans Grimm, Lippoldsberg 1975), menită a restabili reputația lui Grimm, Klaus von Delft a citat o serie de plângeri formulate de Grimm în scrisori adresate autoritățile naziste pe mai multe subiecte: încălcarea dreptului de confidențialitate al votului, comportamentul huliganic al organizațiilor Hitler-Jugend și Asociația Sudenților Naziști, cuplarea chestiunilor de politică internă și externă și internă în referendumul din 1936 cu privire la conducerea țării de către Hitler și criticarea crimelor din Noaptea cuțitelor lungi în 1934 pe motiv că vinovăția nu a fost stabilită în urma unui proces judiciar. Cu toate acestea, von Delft nu a reușit să găsească sau să citeze nicio critică a lui Grimm cu privire la politica rasială național-socialistă. În 1938 Grimm a fost amenințat cu arestarea de către ministrul propagandei Joseph Goebbels și s-a retras din viața publică.
În ciuda tuturor nemulțumirilor, chiar și după 1945 Grimm a rămas fidel convingerilor sale politice. Într-un pamflet Die Erzbischofsschrift. Antwort eines Deutschen (1950), un răspuns la mesajul adresat poporului german de către arhiepiscopul de Canterbury, Grimm a descris războiul de agresiune al Germaniei ca o încercare de a apăra „cultura europeană” împotriva comunismului și a acuzat Marea Britanie pentru escaladarea unui conflict local într-un război mondial. În 1954, după ce nu a reușit să obțină un loc în Parlamentul RFG în calitate de candidat pe listele partidului de extremă dreaptă Deutsche Reichspartei, el a publicat o apărare detaliată a național-socialismului, sub titlul Warum, woher aber wohin? (De ce, de unde și încotro?).

## Activități ulterioare
La sfârșitul anilor 1930 Grimm a locuit în Lippoldsberg unde a reparat mai multe clădiri mănăstirești care fuseseră abandonate de la sfârșitul Primului Război Mondial. Crescându-i interesul față de afacerile imobiliare după cel de-al Doilea Război Mondial, el a cumpărat acele clădiri, fără a depune însă un mare efort pentru restaurarea lor. De fapt, el a găsit suficient timp după 1949 pentru a se dedica numeroasele sale activități literare, publicând Lippoldsberger Dichtertage (Congresele Scriitorilor din Lippoldsberg).
Chiar dacă a încercat să ocupe un loc proeminent în cercurile literare, precum și în cercurile politice de orientare naționalistă sau conservatoare, a fost o persoană insignifiantă în Germania postbelică .
A murit în 1959, la Lippoldsberg.

## Scrieri
Ficțiune:
- Südafrikanische Novellen, 1913
- Der Gang durch den Sand, 1916
- Die Olewagen-Saga, 1918
- Der Richter in der Karu und andere Novellen, 1926
- Volk ohne Raum, 1926
- Die dreizehn Briefe aus Deutsch Südwestafrika, 1928
- Das deutsche Südwester-Buch, 1929
- Was wir suchen ist alles. Drei Novellen, 1932
- Der Ölsucher von Duala. Ein afrikanisches Tagebuch. 1933
- Lüderitzland. Sieben Begebenheiten, 1934

publicate postum:
- Kaffernland. Eine deutsche Sage, 1961 (scrisă în perioada 1911-1915)
- Heynade und England, 1969/1970 (scrisă în perioada 1937-1945)

Non-ficțiune:
- Englische Rede : wie ich den Engländer sehe [The Englishman as I see him], 1938 (publicată în engleză și germană)
- Die Erzbischofsschrift. Antwort eines Deutschen, 1950 (publicată în traducerea engleză realizată de Lyton Hudson sub titlul Answer of a German: an open letter to the Archbishop of Canterbury, 1952)
- Warum, woher aber wohin? 1954

## Legături externe
- „Newspaper clippings about Hans Grimm”, German National Library of Economics (ZBW)